# Український закон про примусове вилучення майна резидентів РФ
«Про основні засади примусового вилучення в Україні об'єктів права власності Російської Федерації та її резидентів» — закон, підписаний Президентом України Володимиром Зеленським 10 березня 2022 року під час вторгнення Росії в Україну в ході російсько-української війни. Закон передбачає націоналізацію в Україні майна та фінансових коштів юридичних осіб Росії. Рішення про вилучення прийматиме Рада національної безпеки та оборони на прохання уряду. Уряд також становитиме список об'єктів, що підлягають примусовому вилученню.
Ініціаторами законопроєкту стали: Дмитро Наталуха, Ганна Лічман, Олексій Мовчан, Борис Приходько та Ігор Марчук.
1 квітня 2022 року до закону були внесені поправки, що на додаток до поширення закону на компанії, ще додалися: фізичні особи - громадяни РФ; не громадяни РФ, але які мають зв'язок з агресором; юридичних осіб бенефіціаром яких є РФ; юридичні особи в Україні, у яких РФ володіє часткою у капіталі чи є засновником/бенефіціаром. Крім цього, під закон потрапляють всі, хто публічно заперечують або підтримують «здійснення збройної агресії Російської Федерації проти України».
Бюро економічної безпеки ініціювало націоналізацію майна на 35 млн. грн.